# Lau (spiriti)
I lau (secondo il dialetto delle tribù delle isole Andamane settentrionali) sono esseri non umani temuti dagli Andamanesi, in cui confluiscono indistintamente sia gli spiriti di potenze presenti nella natura non umana, sia gli spiriti dei morti.
Si presentano nell'aspetto diversi dalla popolazione andamanese, sono ad esempio, infatti, bianchi, con la barba lunga, le gambe lunghe e il corpo piccolo come i ragni.
I lau insidiano la vita di chi si trova momentaneamente fuori dal gruppo e catturano l'individuo indifeso, mentre l'individuo coraggioso, anziché esser ucciso, riceve da questi spiriti doni magici utili per la caccia, mescolando così la figura di un esser non umano con quella di un essere sovrumano.